# Lengkong (Lengkong)
Lengkong is een bestuurslaag in het regentschap Sukabumi van de provincie West-Java, Indonesië. Lengkong telt 5105 inwoners (volkstelling 2010).